# Rouvrel
Rouvrel é uma comuna francesa na região administrativa de Altos da França, no departamento de Somme. Estende-se por uma área de 7,16 km². Em 2010 a comuna tinha 315 habitantes (densidade: 44 hab./km²).